# Hullám
A hullám egy rendszer olyan állapotváltozása, amely időben és/vagy térben periodikus (vagyis szabályosan ismétlődő). A mechanikai hullámok mindig valamilyen közegben terjednek (pl.: levegő, víz, szilárd test), szemben az elektromágneses és gravitációs hullámokkal, amikhez nem kell közeg. A hullámok energiát szállítanak anélkül, hogy a közegben lévő részecskék tovaterjednének. Ehelyett a mechanikai hullámban a részecskék egy fix pont körül rezegnek, az elektromágneses hullámban az elektromos térerősség- illetve a mágneses térerősségvektor változik periodikusan. A hullámban tehát energia terjed, de anyag nem.

Egyszerű szinuszos transzverzális haladó hullám.
A kék pötty harmonikus rezgőmozgást végez, de nem halad. Ez a hullám tekinthető különböző fázisban harmonikus rezgőmozgást végző pontok sorának, ahol csak a hullámfront halad, de az egyes részecskék nem.

## A hullámok osztályozása
A hullámokat több szempont szerint osztályozhatjuk:
1. Aszerint, hogy azokban milyen természetű zavaró hatás megy végbe:
  1. Mechanikai hullámok: ha mechanikai állapotváltozások terjednek.
  2. Elektromágneses hullámok: ha elektromágneses természetű a perturbáció.
  3. Gravitációs hullámok: fodrozódások a téridőben, amiket gyorsuló tömegek keltenek.
2. Aszerint, hogy hány dimenziós a közeg, amiben haladnak:
  1. Egydimenziós pl: gumikötél
  2. Kétdimenziós pl: vízfelszín
  3. Háromdimenziós pl: a levegőben
3. A bennük terjedő rezgések iránya szerint:
  1. Transzverzális hullámok: a hullám terjedési irányára merőlegesen rezegnek. Ilyenek például egy húron terjedő hullámok, vagy a szabad elektromágneses hullámok.
  2. Longitudinális hullámok: a terjedési iránnyal párhuzamosan rezegnek. Például ilyen a hanghullám.

### Közvetítő közeg
A hullámok közvetítő közegét az alábbi tulajdonságok közül jellemezhetjük valahánnyal:
- lineáris közeg, ha a különböző hullámok amplitúdói bármely pontban összeadhatóak.
- zárt közeg, ha véges méretű, egyébként nyílt.
- egynemű közeg, (homogén) ha fizikai tulajdonságai mindenhol ugyanazok.
- izotróp közeg, ha fizikai tulajdonságai ugyanazok minden irányban (iránytól függetlenek).

### Példák hullámokra

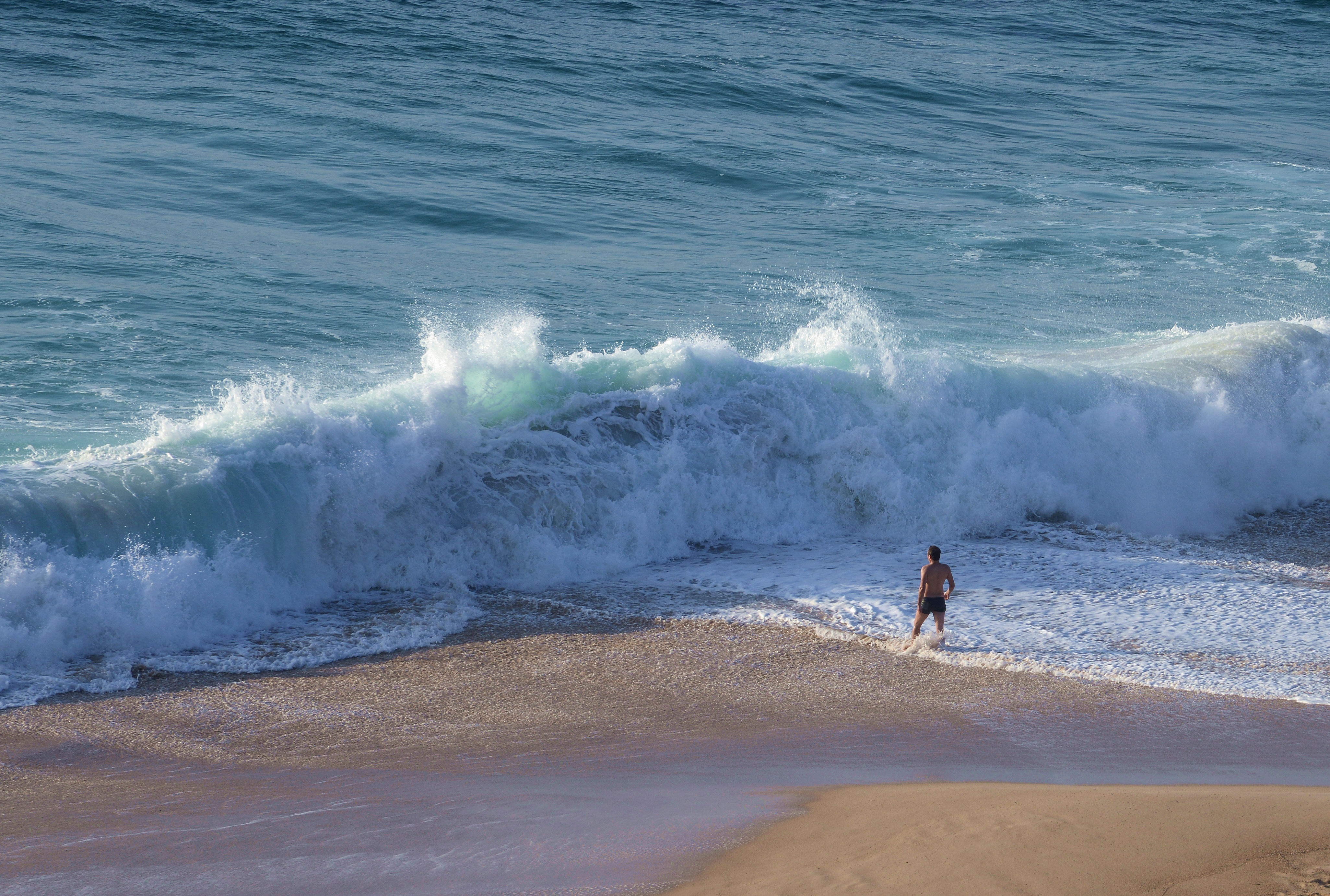
Partra futó hullám

- Óceáni felszíni hullámok, amik a víz felszínén terjedő zavarok lásd: szörfözés és cunami).
- A rádióhullámok, mikrohullámok, infravörös sugárzás, látható fény, ultraibolya sugárzás, Röntgensugárzás, és gamma-sugárzás mind elektromágneses sugárzások. Ebben az esetben a terjedés közvetítő közeg nélkül, a vákuumon keresztül is lehetséges, ahol ezek a hullámok fénysebességgel terjednek.
- A hang olyan longitudinális mechanikai hullám, ami a levegőben, folyadékban vagy szilárd anyagban terjed. Az emberi fül által hallható hangokat a levegő közvetíti.
- A földrengéshullámok a földkéregben felgyülemlett energia felszabadulásakor keletkező lökéshullámok.
- Gravitációs hullámok, amik a gravitációs mező ingadozásai az általános relativitáselmélet jóslata szerint. Ezek a hullámok nemlineárisak és először 2015-ben figyelték meg őket közvetlenül.[1]

## Jellegzetes hullámtulajdonságok

### Alapjelenségek
Mindenféle hullámra jellemzőek a következő alapjelenségek:
- Egyenesvonalú terjedés – a hullám egyenes vonalú terjedése homogén közegben.
- Visszaverődés – a hullám irányának megváltozása a felületen – ahol a közeg tulajdonságai megváltoznak – való áthaladás nélkül.
- Törés – a hullám irányának megváltozása a felületen – ahol a közeg tulajdonságai megváltoznak – való áthaladással.
- Elhajlás – a hullámhosszhoz hasonló méretű nyíláson áthaladó hullám körkörös „irányban” való továbbterjedése, szétterjedése.
- Interferencia – két találkozó hullám szuperpozíciója, fázishelyes összeadódása (kioltás is lehetséges a helytől függően).
- Diszperzió – a több komponenst tartalmazó hullám frekvenciák szerinti szétszóródása.

### Transzverzális és longitudinális hullámok
A transzverzális hullámok a hullám terjedési irányára merőlegesen rezegnek. Ilyenek például egy húron terjedő hullámok, vagy a szabad elektromágneses hullámok.
A longitudinális hullámok a terjedési iránnyal párhuzamosan rezegnek. Például ilyen a gázokban és a folyadékokban terjedő hanghullám.
A vízhullámok a longitudinális és transzverzális hullámok kombinációi, ennek következtében a felszín pontjai elliptikus pályát járnak be.

### Polarizáció
A polarizáció a transzverzális hullámok jellemzője. A térben a hullám terjedésére merőlegesen két irány lehetséges, az olyan hullámcsomagot, amelyik szigorúan kiválasztott irányban rezeg csak síkban polarizált vagy lineárisan polarizált hullámnak nevezzük. A természetes fény nem polarizált, a beérkező hullámcsomagok mindenféle polarizációjának keveréke.
Két merőleges irányú rezgés fáziseltolt összeadásával létrehozható az un. körpolarizált vagy cirkulárisan polarizált állapot is. Ilyenek a határozott impulzusmomentum állapotban levő fotonok (azaz nem minden foton).

## A hullámok fizikai leírása

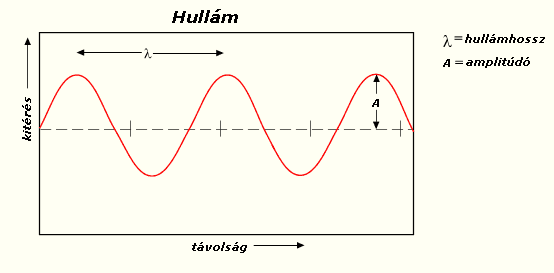
A hullám jellemzői

A hullámokat számos bevett változóval leírhatjuk, köztük olyanokkal mint a frekvencia, hullámhossz, amplitúdó és periódusidő. Az amplitúdó a hullám maximális kitérésének nagysága egy hullámcikluson belül. A hullámfajtától függően mérhetjük méterben, mint egy húr rezgései esetén, nyomásegységben, mint hanghullámok esetén vagy elektromos térerősség egységben (volt/méter), mint az elektromágneses hullámok esetén. Az amplitúdó lehet állandó, vagy változhat a hellyel és/vagy idővel. Az amplitúdó változásának alakját a hullám burkológörbéjének nevezzük.
A hullámhossz ({\displaystyle \lambda }) a hullám két szomszédos azonos fázisú pontja - pl. egymást követő maximuma (vagy minimuma) -közötti távolság. A látható fény esetében ezt általában nanométerben adjuk meg. A periódusidő ({\displaystyle T}) egy teljes rezgéshez (például egyik maximumtól a következő maximumig) szükséges időtartam. A frekvencia ({\displaystyle f}) azt adja meg, hány periódusa megy végbe a hullámnak adott idő (például 1 másodperc) alatt és hertzben mérjük. A frekvencia és a periódusidő kapcsolata a következő:
{\displaystyle f={\frac {1}{T}}}
azaz más szavakkal a periódusidő és a frekvencia egymás reciprokai. A hullámok leírásakor nagyon gyakran a körfrekvenciát használjuk, ami a frekvenciával a következő összefüggésben áll:
{\displaystyle f={\frac {\omega }{2\pi }}}.
A körfrekvencia azt adja meg, hogy a leíráshoz használt szögváltozó (a hullám fázisa) mennyit változik egy periódusidő alatt és radián per másodpercben (rad/s) mérjük.

### Haladó hullámok

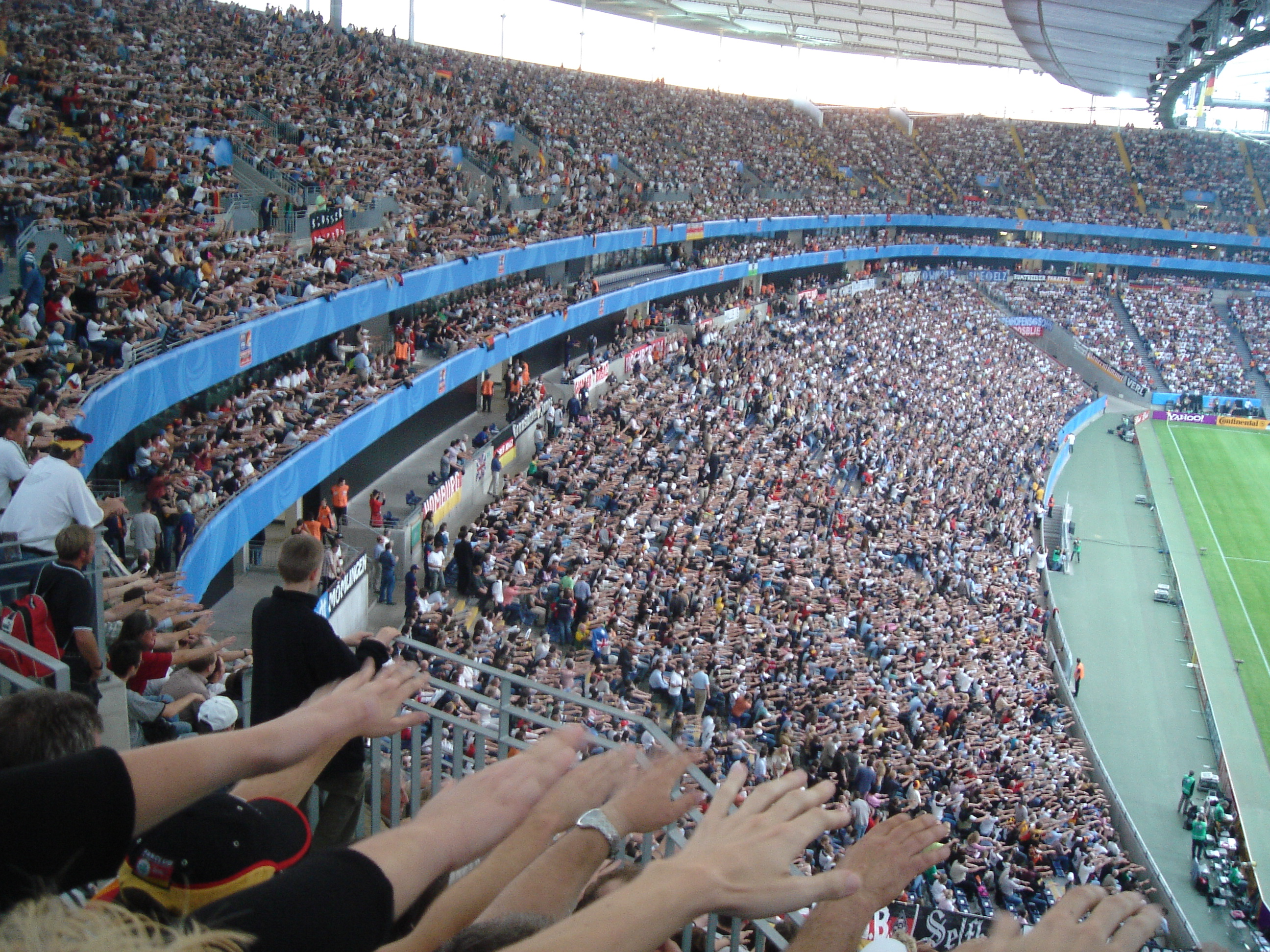
A tömeg hullámzása haladóhullám, mert a maximumhely halad

Az egy helyben maradó minimumhelyű hullámokat állóhullámoknak – például a hegedűhúr rezgése – hívjuk. A térben valamerre elmozduló minimum-, és maximumhelyű hullámokat haladó hullámoknak nevezzük. Az utóbbiakat térben és időben egyaránt változó kitérések jellemzik. A haladó síkhullámot így írhatjuk le:
{\displaystyle \psi =A(r,t)\sin(\omega t-kr+\delta )=A(r,t)\sin[\omega {\Bigl (}t-{\frac {x}{c}}{\Bigr )}+\delta ]=A(r,t)\sin[2\pi {\Bigl (}vt-{\frac {x}{\lambda }}{\Bigr )}+\delta ]}
ahol A(r,t) az amplitúdó burkológörbéje, {\displaystyle k={\frac {2\pi }{\lambda }}} a hullámszám és {\displaystyle \delta } a kezdőfázis. A hullám {\displaystyle v} sebességét
{\displaystyle v={\frac {\omega }{k}}=\lambda f,}
adja meg, ahol {\displaystyle \lambda } a hullámhossz. Az állóhullámok leírhatók haladó hullámok interferenciájaként.

### Terjedés egy húr mentén
Egy húr mentén terjedő longitudinális hullám sebessége ({\displaystyle v}) függ a rugalmassági modulustól ({\displaystyle E}) és a sűrűségtől ({\displaystyle \rho }):
{\displaystyle v={\sqrt {\frac {E}{\rho }}}.}